# Кирета
Кирета (фр. curette) — оштар метални медицински инструмент облика кашике. Користи се за стругање, обично у унутрашњости шупљине или тракта, ради уклањања ново-израслог или другог абнормалног ткива, или да би се добио дијагностички материјал.